# 革命运动 (土耳其)
革命运动（土耳其語：Devrim Hareketi）是土耳其的一个极左翼政党。该党成立于2020年11月18日。该党的意识形态是共产主义、马克思列宁主义、共和主义、世俗主义。该党的主席是埃辛·费拉特。该党的学生翼是思想俱乐部联合会。该党办有网络刊物《迪索西亚尔》。2025年，该党有53名成员。